# Autochloris xenedorus
Autochloris xenedorus là một loài bướm đêm thuộc phân họ Arctiinae, họ Erebidae.